# Batalha (kommun i Brasilien, Piauí, lat -4,00, long -42,11)
Batalha är en kommun i Brasilien.   Den ligger i delstaten Piauí, i den östra delen av landet, 1 500 km norr om huvudstaden Brasília. Antalet invånare är 25 786.
Följande samhällen finns i Batalha:
- Batalha

Omgivningarna runt Batalha är huvudsakligen savann. Runt Batalha är det glesbefolkat, med 16 invånare per kvadratkilometer.